# Carrfour Supportive Housing
Carrfour Supportive Housing — некоммерческая организация, созданная в 1993 году комитетом торговой палаты Большого Майами по делам бездомных, и занимающаяся постройкой и управлением доступного жилья для лиц с низкими доходами и семей в округе Майами-Дейд, Флорида. Со дня основания к 2012 году компания стала крупнейшей некоммерческой организацией подобного рода во Флориде, дала жильё более 10 000 ранее бездомных мужчин, женщин и детей, собрала более 200 миллионов долларов финансирования, налоговых льгот и субсидий, а также в настоящее время (май 2014 года) курирует постройку и инвентаризацию 1742 единиц жилья.

## История
В начале 1990-х, когда число бездомных в округе Майами-Дейд выросло до более чем 8000 человек, торгово-промышленная палата Большого Майами сформировала комитет по делам бездомных, чтобы решить проблему бездомности. Эти усилия привели к созданию Carrfour как некоммерческой организации, чья миссия заключается в предоставлении жилья и вспомогательных услуг, чтобы помочь ранее бездомным успешно реинтегрироваться в общество, помогая им полностью реализовать свой потенциал.

## Признание
В феврале 2009 года деятельность организации отметил журнал TIME, в апреле 2010 года бывший президент Билл Клинтон провел день «Глобальная инициатива Клинтона» в саду построенной Carrfour общины, в сентябре 2012 года сообщество Carrfour было признано в качестве новой модели для решения бездомности и также в сентябре 2012 года The Huffington Post признал успех Carrfour в деле уменьшая бездомности в Майами-Дейд на более чем 50 %. В мае 2013 года, сообщество Carrfour выиграло награду Национального совета развития за содействие развитию жилищного строительства.